# قصر أوغاريت الملكي
قصر أوغاريت الملكي كان القصر الملكي لحكام أوغاريت القديمة، على شواطئ البحر الأبيض المتوسط لسوريا، تم التنقيب عن القصر مع بقية المدينة في بداية ثلاثينيات القرن العشرين، بواسطة عالم الأثار كلود ف. أ. شيفر ويعتبر من الاكتشافات المهمة لأوغاريت.